# Liga a II-a 2006-2007
În sezonul fotbalistic 2006-2007 a avut loc a 67-a ediție a competiției numită Liga a II-a. Deoarece marca Divizia B fusese deja înregistrată, LPF a fost nevoită să schimbe denumirea competiției în Liga a II-a pentru prima oară în istorie. O nouă decizie a fost modificarea numărului de echipe de la 16 la 18 și reducerea numărului de serii de la trei la două.  Sezonul a început pe 12 august 2006 și s-a terminat pe 9 iunie 2007.
La sfârșitul campionatului echipele a promovat în Liga I Gloria Buzău, ocupanta locului 2 din seria I, respectiv Universitatea Cluj și Dacia Mioveni. Echipa de pe primul loc din seria I, Delta Tulcea, nu a obținut licența pentru Liga I și a continuat să joace în Liga a II-a în sezonul următor. Ultimele patru din fiecare serie au retrogradat în Liga a III-a.

## Clasament

### Seria I
M = Meciuri jucate; V = Victorii; E = Egaluri; Î = Înfrângeri; GM = Goluri marcate; GP = Goluri primite; DG = Diferență goluri; Pct = Puncte

### Seria a II-a
M = Meciuri jucate; V = Victorii; E = Egaluri; Î = Înfrângeri; GM = Goluri marcate; GP = Goluri primite; DG = Diferență goluri; Pct = Puncte 

## Golgheteri Seria 1
- Romeo Bunică - Gloria Buzău - 16
- Costin Curelea - Sportul Studențesc - 14
- Viorel Ferfelea - Sportul Studențesc - 9
- Attila Hadnagy - Petrolul Ploiești - 9
- Bobby Verdeș - FCM Bacău - 7
- Claudiu Ionescu - Gloria Buzău - 6
- Viorel Ion - Gloria Buzău - 5

## Golgheteri Seria 2
- Ciprian Prodan - Gaz Metan Mediaș - 15
- Claudiu Boaru - Gaz Metan Mediaș - 13
- Mihai Dăscălescu - Corvinul Hunedoara - 10
- Ilie Baicu - Dacia Mioveni - 8
- Lucian Itu - Minerul Lupeni - 7
- Mircea Savu - U Cluj - 5
- Leontin Doană - FCM Reșița - 5